# Conte Paride
Il Conte Paride (Count Paris) è uno dei personaggi della tragedia di William Shakespeare Romeo e Giulietta.

## Nella tragedia
Egli è il cugino del principe Escalo ed è descritto come bello, un po' egocentrico ma molto ricco. Paride fa la sua prima apparizione nell'Atto I dove esprime il desiderio di prendere Giulietta come moglie. Capuleti dapprima esita, data la giovane età della figlia, tuttavia in seguito lo invita a partecipare alla festa da ballo di famiglia e gli concede il permesso di corteggiare e attirare Giulietta, la quale, innamoratasi nel frattempo di Romeo rifiuta però le sue attenzioni e quindi di acconsentire alle nozze. Capuleti minaccia di diseredarla se lei non acconsentirà al matrimonio e Paride insiste nel corteggiarla nel convento francescano dove Giulietta si è recata per confessarsi con frate Lorenzo. L'ultima apparizione di Paride è fuori la tomba dei Capuleti dove è stata sepolta Giulietta. Credendo fosse morta, il Conte è venuto a piangerla in solitudine, ma poco dopo giunge Romeo e Paride pensando che questi sia un Montecchi venuto a profanare la tomba, lo affronta. Nella lotta Romeo uccide Paride che in punto di morte gli chiede come ultimo desiderio di essere collocato nella tomba accanto a Giulietta.

## Fonti letterarie
Una prima versione di Paride, chiamato semplicemente "Conte di Lodrone" appare nell'Historia novellamente ritrovata di due nobili amanti di Luigi da Porto, in cui i genitori di Giulietta combinano un matrimonio tra lui e la figlia. Nella novella La sfortunata morte di dui infelicissimi amanti di Matteo Bandello il Conte Paris di Lodrone viene descritto come un "giovine di ventiquattro in venticinque anni, molto bello e ricco" che viene a vedere Giulietta mentre si trova a Villafranca per chiederne la mano; il matrimonio, come in Shakespeare, non verrà mai celebrato a causa dell'apparente morte di Giulietta. Paris non viene più menzionato da Bandello e scampa quindi alla morte che Paride troverà per mano di Romeo sulla tomba di Giulietta nella tragedia shakespeariana.
In The Tragicall Historye of Romeus and Juliet di Arthur Brooke (1562) il fidanzamento tra Paride e Giulietta viene concordato solo dopo l'esilio di Romeo e il personaggio sparisce poco dopo senza essere più menzionato. Shakespeare amplierà il ruolo di Paride, il cui fidanzamento con Giulietta comincia a delinearsi nella seconda scena del primo atto. Sarà sempre Shakespeare a dare un ruolo di maggior rilievo a Paride nella parte finale della tragedia, aggiungendo la sua veglia solitaria sulla tomba di Giulietta e il duello con Romeo che gli costerà la vita.